# 太栄志
太 栄志（ふとり ひでし、本名：森川 栄志（もりかわ ひでし）、1977年4月27日 - ）は、日本の政治家。立憲民主党所属の衆議院議員（2期）。立憲民主党政務調査会長補佐。

## 経歴
沖永良部島の鹿児島県大島郡知名町住吉出身。知名町立田皆中学校卒業まで沖永良部島で過ごし、れいめい高等学校、中央大学法学部政治学科卒業、中央大学大学院法学研究科修了（政治学修士）。
2003年に民主党衆議院議員・長島昭久事務所に入所し、公設秘書を務めた。その後、ヴァンダービルト大学客員研究員、ハーバード大学国際問題研究所研究員、戦略国際問題研究所（CSIS）パシフィックフォーラム研究員、ウィルソンセンター研究員を歴任。日本の外交・安全保障問題を研究した。
2015年12月23日に、民主党神奈川県第13区総支部長に就任。民進党を経て、2017年9月26日に勝又恒一郎らと共に離党届を提出し、希望の党に参加する意向を表明。
同年10月22日執行の第48回衆議院議員総選挙では神奈川13区から希望の党公認で立候補。小選挙区では自由民主党の甘利明に次点で敗れ、重複立候補した比例南関東ブロックでの比例復活もならず落選。ダブルスコアの惨敗だったが、太はここからドブ板選挙をさらに加速させたという。長島は、田中角栄の秘書を務めた朝賀昭を太に遣わし、朝賀の指導のもと地道な政治活動に励んだ。4年後の総選挙までに10万軒の戸別訪問をし、街頭演説と月1回のタウンミーティングを徹底して行った。
2018年5月7日、旧国民民主党が結党。同党神奈川県第13区総支部長に就任。
2020年8月24日、旧立憲民主党と旧国民民主党は、2つの無所属グループを加えた形で合流新党を結成することで合意した。同年9月29日、新「立憲民主党」から次期衆院選の公認内定を受け、同党神奈川県第13区総支部長に就任した。同年9月24日、日本共産党神奈川県委員会は神奈川13区に同党13区国政対策委員長の佐野昭広を擁立すると発表。
2021年10月13日、日本共産党は次期衆院選に向け、立憲民主党と競合する22の選挙区で候補者を取り下げる方針を発表。その中には神奈川13区も含まれ、佐野は立候補を見送り、野党一本化が実現した。10月31日執行の第49回衆議院議員総選挙に立憲民主党公認で立候補。開票の結果、現職の自由民主党幹事長であった甘利に小選挙区で勝利し、初当選を果たす。甘利は比例南関東ブロックで復活当選したが、小選挙区で太に敗れた責任を取り自民党幹事長を辞任している。
2021年11月30日投開票の2021年立憲民主党代表選挙で泉健太が代表に選出されたことを受けた、執行部の発足に伴い、政務調査会長補佐（政務調査会長は小川淳也）に起用された。2022年8月26日、党役員人事が刷新されたが、新たに政務調査会長に就任した長妻昭のもとでも再任された。
2024年9月23日に行われた立憲民主党代表選挙では野田佳彦の推薦人に名を連ねた。同年10月27日執行の第50回衆議院議員総選挙では神奈川13区で再選。

## 政策・主張
外交・安全保障をライフワークとしており、立憲民主党の保守派として知られる。外務委員会や安全保障委員会、北朝鮮による拉致問題等に関する特別委員会などで質疑を行うことが多い。松原仁・渡辺周・重徳和彦・玄葉光一郎ら党内右派と近く、保守層からも一定の支持を得ている。長らく非自民保守の立場で活動した長島昭久（後に民進党を離党し、自由民主党に移籍）の公設秘書を務めていた。

### 外交・安全保障政策
- 憲法改正について、2017年のアンケートで「賛成」と回答[17]。改正すべき項目として「自衛隊（国防軍）の保持を明記する」「集団的自衛権の保持を明記する」「憲法裁判所を設置する」「地方公共団体の権限強化を明記する」と主張。
- 安全保障関連法の成立について、2017年のアンケートで「評価する」と回答[17]。

ロシアによるウクライナ侵略を受けて「野党だからといって現実離れした主張では国民の信頼と安心感を得られない」として立憲民主党の外交・安全保障政策を批判。徹底した現実主義（リアリズム）が必要であると主張した。また党内に外交安保系シンクタンクの新設と党ワシントンD.C.事務所の開設を求めている。

### 日韓関係
日韓関係の修復に意欲を示しており、2022年9月に立憲民主党の若手議員を率いて訪韓している。外交部長官の朴振と面会したほか、保守系与党「国民の力」と進歩系野党「共に民主党」の所属国会議員などと交流した。外交部・国立外交院で行われたスピーチの中で「日韓関係の修復と日米韓安保協力の再強化は東アジアの安全保障環境を規定していくうえで極めて重要であり、日韓関係をハードなリアリズム思考で見つめ直し、チャイナリスクに対して両国が協力体制を強化しなければいけない」と述べた。また中国に対する適切な抑止力と戦略的な対話を強化するために、①日韓GSOMIAの早期正常化　②日韓シャトル外交・ハイレベル協議の再稼働　③日米豪印戦略対話（クアッド）への韓国の積極的な関与　④日米韓防衛当局間の交流の４点を推進すべきであると主張した。
日韓歴史問題については「韓国政府には日韓合意および日韓請求権・経済協力協定の誠実かつ着実な履行を求めるが、解決に時間のかかる歴史問題と喫緊の日韓・日米韓の安全保障協力はデカップリングすべきである。必ずしも過去の歴史が両国の未来を議論することを妨げる理由にはならない」と述べるなど柔軟な姿勢をみせている。

### 憲法改正問題
衆議院憲法審査会では「護憲派対改憲派という旧態依然としたイデオロギー対立から脱却し、憲法と真正面から向き合うリアリズムを持つべきだ」「第一項・第二項を維持したうえで、武力行使の新三要件を可能な限り反映した自衛権規定を加えるべきである」と主張。
自民党の憲法改正草案に対しては「自衛隊という文言のみを書き加えるだけでは、自衛権の行使そのものに対する違憲性の疑いが残ってしまう」として、より踏み込んだ改憲論議を求めている。
憲法審査会の定期的な開催を求めたが、泉健太代表は憲法審査会の開催について「毎週開くことが当然かのような論調作りはやめていただきたい（記者会見）」とした。また国会におけるオンライン審議の導入にも尽力した。

### 北朝鮮による拉致問題
北朝鮮による拉致問題等に関する特別委員会で質疑を行うなど拉致問題解決に向けて積極的に取り組んでいる。朝鮮総連に対する資産凍結や破産申し立てに賛成し、総連の解体と金正恩国務委員長に対して外為法に基づく資産凍結措置を講じるべきと主張。これに対して松原仁は「これまで孤軍奮闘してきた朝鮮総連への破産宣告・解体を私に続いて主張する議員が出てきたことは実現に向け大きな力になる」と評価した。
また「もはや外交交渉で進展は期待できない」として自衛隊による拉致被害者の救出・奪還作戦を実行するために必要な法整備を行うべきと主張した。自衛隊の特殊部隊が拉致被害者の奪還のために軍事行動を起こしたとしても、個別的自衛権の範囲内として解釈することは可能との認識を示している。
2022年9月15日にはIPCNKR（北朝鮮の難民と人権に関する国際議員）に参加し「北朝鮮の人権侵害と国家犯罪」のセッションでモデレーターを務めた。太は「繰り返される不誠実で虚飾に満ち溢れた背信行為は断じて許されるものではない。いかなる理由があっても、金政権が誠意をもって交渉のテーブルにつかない限り、安易に制裁措置を緩めてはいけないと考えている」と述べ、金政権に対する制裁強化を訴えた。

### 原発・エネルギー問題
エネルギー分野で日本の産業競争力を高めるためにカーボンニュートラルの早期実現を求める一方で「再⽣可能エネルギー普及までの間、⾜りない部分を厳格な安全基準を満たした原発の再稼働で補うことは現実的な選択肢のひとつだと考えています」と再稼働を容認している。またスマートグリッド（次世代送電網）の普及や洋上風力発電の活用を推進している。

### 皇位継承問題
皇位継承問題について「万世一系の下に継承されてきた皇統が存続危機にあり、先送りは許されない課題」とした上で「男系による皇位継承は連綿と続けられてきた日本の歴史と伝統であるから一貫してこだわるべき」と主張。
女性宮家の創設については「皇室活動の負担軽減に主眼を置いて、内親王に限定した女性宮家の創設を検討すべきだ。ただし宮家存続は一代に限り、男系継承を優先する観点から内親王の配偶者・子どもには皇位継承権を与えるべきではない」としている。

### 新型コロナ対策
コロナ対策の方向性について「過剰な隔離や行動制限は国民に多大な負担を強いる。感染防止を至上命題として国民生活の質を考慮せずに対策を繰り出すのは思考停止である」として感染対策と社会経済活動の両立の重要性を強調している。
政府が海外からのビジネス関係者や留学生、観光客らの新規入国を原則禁止する水際対策を取ったことに対しては「海外からの落胆が広がっており、将来の知日派や親日派が育たない」と批判。

### その他
- アベノミクスについて「どちらかといえば評価する」と回答[17]。安倍政権の経済政策については「経済改革が不徹底で、成長戦略を十分に推し進めることができなかった[17]」としている。
- 安倍内閣による森友学園問題・加計学園問題への対応について、2017年のアンケートで「評価しない」と回答[17]。

## 人物
- 高校時代はラグビー部に所属していた[4]。
- 三浦綾子の小説『銃口』を読んで政治を志した[27]。
- 2022年3月9日の外務委員会で外務大臣の林芳正に対して、太のアメリカ時代の恩師であるエズラ・ヴォーゲルが「日本の将来を担うリーダーは林芳正だ」と述べていたことを振り返り、「林大臣にこそ停滞する日本の風穴を開けていただきたい[28]」と持ち上げた。林芳正とはハーバード大学・ケネディスクールの先輩後輩の関係。
- 2022年7月8日、安倍晋三銃撃事件で安倍が暗殺されたことを受けて「党派は異にしていましたが、安倍元総理は常に日本人の力を信じ、決死の覚悟で日本外交に尽くされた偉大な政治指導者でありました。日本はかけがえのない存在を失いました」とする追悼の言葉を述べた。

## 選挙
| 当落 | 選挙                   | 執行日         | 選挙区         | 政党       | 得票数    | 得票率 | 定数 | 得票順位 /候補者数 | 政党内比例順位 /政党当選者数 |
| ---- | ---------------------- | -------------- | -------------- | ---------- | --------- | ------ | ---- | ------------------ | ---------------------------- |
| 落   | 第48回衆議院議員総選挙 | 2017年10月22日 | 神奈川県第13区 | 希望の党   | 6万2779票 | 27.70% | 1    | 2/3                | 11/4                         |
| 当   | 第49回衆議院議員総選挙 | 2021年10月31日 | 神奈川県第13区 | 立憲民主党 | 13万124票 | 51.09% | 1    | 1/4                | /                            |
| 当   | 第50回衆議院議員総選挙 | 2024年10月27日 | 神奈川県第13区 | 立憲民主党 | 8万8833票 | 47.13% | 1    | 1/5                | /                            |